# Гранкин, Иван Иванович
Ива́н Ива́нович Гра́нкин (21 января 1924, Михайло-Овсянка Пугачёвского уезда Самарской губернии — 1 января 1994, Москва) — советский офицер-танкист, участник Великой Отечественной войны, Герой Советского Союза (1945). Полковник (1968).
В годы Великой Отечественной войны командир роты танков Т-34 49-й гвардейской танковой бригады особо отличился в боях в январе 1945 года при освобождении города Радзеюв (Куявско-Поморское воеводство, Польша). 20 января 1945 года его танк первым ворвался в город Радзеюв. В ходе этого боя взвод под его командованием уничтожил 6 противотанковых орудий, миномётную батарею, 5 автомашин с грузом, 6 дзотов и до 50 солдат и офицеров противника.

## Биография

### Ранние годы
Родился 21 января 1924 года в селе Михайло-Овсянка Пугачёвского уезда Самарской губернии. В 1939 году окончил 8 классов школы в селе Пестравка, в 1939—1940 годах обучался в школе ФЗУ в городе Куйбышев (ныне — Самара). В 1940—1942 годах работал учётчиком, конюхом и молотобойцем в колхозе имени К. Е. Ворошилова (Пестравский район).

### На фронтах Великой Отечественной войны
В Красной армии с 7 августа 1942 года. В апреле 1943 года окончил Сызранское танковое училище, до августа 1943 года служил в нём командиром учебного взвода.
Участник Великой Отечественной войны: в августе-октябре 1943 — командир танка Т-70 отдельного танкового полка (Брянский фронт), в октябре-ноябре 1943 — командир танка Т-34 108-й танковой бригады (Белорусский фронт). Участвовал в Брянской и Гомельско-Речицкой операциях.
До мая 1944 года служил в 108-й танковой бригаде, находившейся в резерве, в мае-июне 1944 — в 2-м запасном танковом полку (город Нижний Тагил Свердловской области).
В июне 1944 — мае 1945 года — командир танка Т-34, командира взвода и командир роты 308-го (с ноября 1944 — 2-го) танкового батальона 107-й (с ноября 1944 — 49-й гвардейской) танковой бригады (1-й Белорусский фронт).
22 августа 1944 года при атаке на укреплённый пункт противника танкисты командира взвода лейтенанта И. И. Гранкина уничтожили два орудия, три миномёта, 6 пулемётов и до 25 солдат и офицеров противника. При этом два танка попали на минное поле и подорвались на минах, после чего на них обрушился артиллерийский и миномётный огонь противника. Не растерявшись, И. И. Гранкин отвёл одну из машин в укрытие, и силами экипажа восстановил второй разбитый танк, после чего он был эвакуирован. За этот эпизод был награждён орденом Красной Звезды (1 сентября 1944).
Участвовал в Люблин-Брестской операции, боях на Магнушевском плацдарме, Варшавско-Познанской, Восточно-Померанской и Берлинской операциях. 5 февраля 1945 года в бою был ранен в ногу и получил ожоги.
Особо отличился в ходе Варшавско-Познанской операции. 20 января 1945 года первым ворвался в город Радзеюв (Куявско-Поморское воеводство, Польша), преодолев при этом два противотанковых рва, а также минные и проволочные заграждения. При подходе к противотанковому рву умело выбрал подход и переправил через ров взвод. В ходе этого боя взвод под его командованием уничтожил 6 противотанковых орудий, миномётную батарею, 5 автомашин с грузом, 6 дзотов и до 50 солдат и офицеров противника.
За мужество и героизм, проявленные в боях, указом Президиума Верховного Совета СССР от 27 февраля 1945 года гвардии старший лейтенанту Гранкину Ивану Ивановичу присвоено звание Героя Советского Союза с вручением ордена Ленина и медали «Золотая Звезда». Этим же указом за освобождение город Радзеюв высокого звания был удостоен командир танковой роты гвардии младший лейтенант А. И. Шумилов.
В период с 16 по 25 апреля 1945 года рота танков Т-34 2-го танкового батальона 49-й гвардейской танковой бригады гвардии старшего лейтенанта И. И. Гранкина в боях за населённые пункты Илов, Предиков, Прётцель, города Альтландсберг и Берлин уничтожила 5 танков, 13 орудий разного калибра, 9 миномётов, 27 пулемётов, 8 автомашин, 19 точек с фаустпатронами и до 90 солдат и офицеров противника. Был представлен командиром 2-го танкового батальона старшим лейтенантом Снарским к ордену Красного Знамени, но был награждён орденом Отечественной войны II степени (19 мая 1945).

### Послевоенные годы
После войны до 1951 года служил командиром танковых рот (в Северной группе войск в Польше и Московском военном округе). В 1949 году окончил Московские объединённые окружные курсы усовершенствования офицерского состава, в 1956 году — Военную академию бронетанковых войск. Служил командиром танкового батальона (в Забайкальском военном округе). В 1957—1958 годах — офицер оперативного отдела штаба Забайкальского военного округа. Затем вновь служил командиром танкового батальона (в Сибирском военном округе).
С 1961 года — преподаватель тактики, а в 1963—1969 годах — командир батальона курсантов Омского танково-технического училища. В 1969—1976 годах — начальник учебной части военной кафедры Омского политехнического института, в 1976—1979 годах — начальник цикла общевойсковой подготовки — старший преподаватель военной кафедры Московского института инженеров сельскохозяйственного производства. С августа 1979 года полковник И. И. Гранкин — в запасе.
В 1981—1983 годах работал ведущим инженером хозяйственного управления Министерства высшего и среднего специального образования РСФСР.
Жил в Москве. Умер 1 января 1994 года. Похоронен на Хованском кладбище в Москве.

## Награды и звания
Советские государственные награды и звания:
- Герой Советского Союза (27 февраля 1945[8]);
- орден Ленина (27 февраля 1945[8]);
- орден Отечественной войны I степени (11 марта 1985);
- орден Отечественной войны II степени (19 мая 1945[3]);
- орден Красной Звезды (1 сентября 1944[5]);
- медали, в том числе:
  - медаль «За боевые заслуги» (26 октября 1955).